# Marcello Moretti
Marcello Moretti (ur. 1910 w Wenecji, zm. 1961 w Rzymie) – włoski aktor.
Występował od 1940, m.in. w Piccolo Teatro w Mediolanie. Podczas jego występów zagranicznych widzowie w wielu krajach europejskich (w 1958 był w Polsce) i w Ameryce Północnej oglądali jego najwybitniejszą kreację – Arlekina w Słudze dwóch panów Carla Goldoniego.